# 강원특별자치도태백교육지원청
강원특별자치도태백교육지원청(江原特別自治道太白敎育支援廳, Taebaek Office of Education)은 강원특별자치도교육청 산하 교육지원청이다. 대한민국 강원특별자치도 태백시 하장성1길 14에 소재해있으며, 태백시를 관할한다.
교육장은 장학관으로 보한다.

## 산하기관

### 초등학교
| - 동점초등학교 - 미동초등학교 - 삼성초등학교 - 상장초등학교 | - 장성초등학교 - 철암초등학교 - 태백초등학교 | - 태서초등학교 - 통리초등학교 - 함태초등학교 | - 황지중앙초등학교 - 황지초등학교 |

### 중학교
| - 상장중학교 - 세연중학교 | - 장성여자중학교 - 철암중학교 | - 태백중학교 - 함태중학교 | - 황지중학교 |